# Naamtekens van Paradise
De naamtekens van Paradise verwijzen naar twee kunstwerken in het dorp Paradise, Nickerie, Suriname. Het zijn beeldmerken (nametags) met de uitbeelding van Paradise en I love Nick (Nickerie) in de felle Surinaamse kleuren groen, geel, rood en wit. Hier staat een billboard bij over de geschiedenis van Paradise.
De officiële ceremonie vond plaats op 23 maart 2022  en werd ingeluid met het zingen van het Surinaamse volkslied. De onthulling werd voltrokken door districtscommissaris van Nickerie, Senrita Gobardhan, en de voorzitter van Jopo (Jongeren Organisatie Paradise en Omgeving), Siegfried Enjoem. De stichting Jopo werd in 1999 opgericht en heeft een jongerencentrum dat er in 2022 verwaarloosd bijstond. Rond deze tijd werden allerlei initiatieven ondernomen, zoals het stimuleren van sport en spel en de inrichting van een ICT-lokaal. De kunstwerken zijn ook bedoeld om het dorp aantrekkelijker te maken voor toeristen en bezoekers. Het initiatief en de bekostiging kwamen van Soesijem Hislop-Ngadiman die hier geboren werd, in Curaçao en Nederland woonde en weer terugkeerde naar haar dorp.
De onthulling van nametags zijn begin jaren 2020 een trend in Suriname. De aanzet ervoor werd in Suriname gegeven door de kunstenaar George Struikelblok die in 2006 bij wijze van grap het Srefidensimonument (I love SU) bij Fort Zeelandia in Paramaribo plaatste. Hij haalde het na een paar maanden weer weg omdat het van triplex was gemaakt en te broos om te laten staan. Hierop kwamen zoveel teleurgestelde reacties, dat scholen en het ministerie van Cultuur hem verzochten een nieuwe, stabiele versie te maken. Enkele maanden na de onthulling van de naamtekens in Paradise werd in de hoofdplaats Nieuw-Nickerie de nametag I love Nickerie door president Chan Santokhi onthuld.